# Шуце
Шуце (пол. Szucie) — село в Польщі, у гміні Скрвільно Рипінського повіту Куявсько-Поморського воєводства.
Населення — 203 особи (2011).
У 1975-1998 роках село належало до Влоцлавського воєводства.

## Демографія
Демографічна структура станом на 31 березня 2011 року:
|          | Загалом | Допрацездатний вік | Працездатний вік | Постпрацездатний вік |
| -------- | ------- | ------------------ | ---------------- | -------------------- |
| Чоловіки | 103     | 32                 | 59               | 12                   |
| Жінки    | 100     | 27                 | 51               | 22                   |
| Разом    | 203     | 59                 | 110              | 34                   |